# Dravograd
Dravograd (in tedesco Unterdrauburg) è un comune di 9.064 abitanti della Slovenia settentrionale, situato nel punto in cui la Drava attraversa il confine austro-sloveno.

## Geografia fisica
Dravograd si trova nella parte settentrionale della Slovenia, alla confluenza di tre fiumi: la Drava, la Meža e la Mislinja. La cittadina, abitata fin dall'epoca romana, conserva la bella chiesa romanica di San Vito del 1117 e le rovine del vecchio castello chiamato stari grad.
Il comune è costituito da 24 insediamenti raggruppati in cinque comunità locali: Dravograd, Črneče (in tedesco Schwarzenbach), Libeliče (in tedesco Leifling), Šentjanž pri Dravogradu (in tedesco Sankt Johannes), e Trbonje (in tedesco Trofin).

## Geografia antropica

### Suddivisioni amministrative
Il comune è diviso in 24 insediamenti (naselja) di seguito elencati.
- Bukovje
- Bukovska Vas
- Črneče
- Črneška Gora
- Dobrova pri Dravogradu
- Gorče
- Goriški Vrh
- Kozji Vrh nad Dravogradom
- Libeliče
- Libeliška Gora
- Ojstrica
- Otiški Vrh
- Podklanc
- Selovec
- Šentjanž pri Dravogradu
- Sveti Boštjan
- Sveti Danijel
- Sveti Duh
- Tolsti Vrh pri Ravnah na Koroškem
- Trbonje
- Tribej
- Velka
- Vič
- Vrata